# Reine-claude

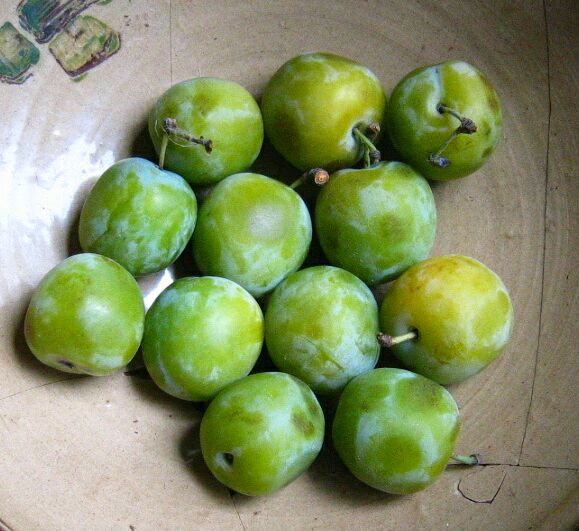
Reine-Claude vertes.

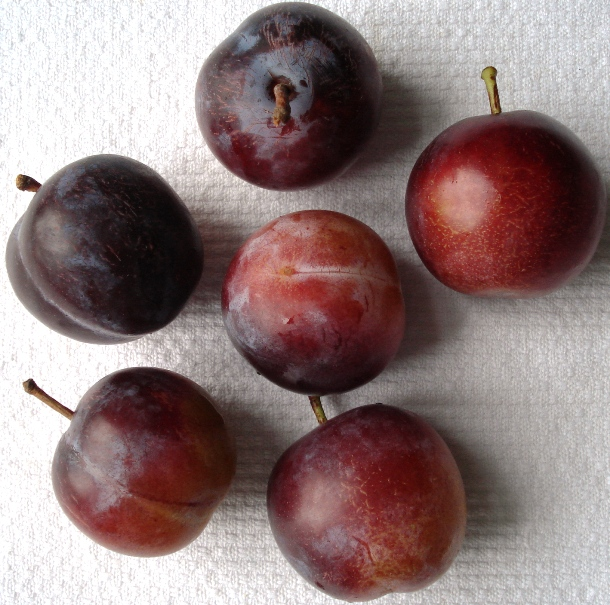
Reine-Claude d'Althan.

Le reine-claude ou prunier d'Italie est un cultivar de prunier, sous-groupe de Prunus domestica n-subsp. italica (Borkh.) Hegi. La prune qu'il produit se nomme la reine-claude.
Le reine-claude a été obtenu en France à la suite de la découverte d'un prunier importé d'Asie produisant des prunes de couleur verte à maturité. Ce prunier fut apporté à François Ier par l'ambassadeur du royaume de France auprès de la Sublime Porte, de la part de Soliman le Magnifique. Il lui fut donné l'appellation « reine-claude » en l'honneur de Claude de France (1499-1524), épouse de François Ier surnommée La bonne reine.

## Plusieurs cultivars
Les cultivars de reine-claude donnent des fruits à chair parfumée et à texture ferme et juteuse, ce qui les rend fondants.
Il existe divers cultivars de reine-claude :
- reine-claude de Bavay pour terres légères et exposition chaude, mûre  mi-septembre, chair jaune-verdâtre ;
- reine-claude diaphane, mûre fin août, fruits jaune d'or lavé de rose ;
- reine-claude dorée ou dauphine ou grosse reine-claude, mûre en août, jaune-verdâtre très sucrée ;
- reine-claude d'Oullins, très rustique et vigoureuse en tous terrains, mûre fin juillet, chair jaune ;
- et aussi hâtive, tardive, d'Althan (de), d'Écully, de Lawrence Gage, violette...

| Variétés de reine-claude d'après Ctifl | Variétés de reine-claude d'après Ctifl | Variétés de reine-claude d'après Ctifl | Variétés de reine-claude d'après Ctifl | Variétés de reine-claude d'après Ctifl | Variétés de reine-claude d'après Ctifl | Variétés de reine-claude d'après Ctifl | Variétés de reine-claude d'après Ctifl |
|                                        | Couleur du fruit                       | Couleur de la chair                    | Forme                                  | Calibre moyen                          | Poids moyen                            | Sucres                                 | Acidité                                |
| -------------------------------------- | -------------------------------------- | -------------------------------------- | -------------------------------------- | -------------------------------------- | -------------------------------------- | -------------------------------------- | -------------------------------------- |
| reine-claude de Bavay                  | vert-jaune                             | jaune-vert                             | arrondie                               | 40-45 mm                               | 40 g                                   | 15-17 % Brix                           | faible                                 |
| reine-claude diaphane                  | vert                                   | jaune                                  | arrondie aplatie                       | 35-45 mm                               | 35 g                                   | 14-16 % Brix                           | moyenne                                |
| reine-claude verte ou dorée            | vert à jaune                           | vert à jaune                           | arrondie légèrement aplatie            | 35-40 mm                               | 33 g                                   | 17-21 % Brix                           | faible                                 |
| reine-claude d'Althan                  | rouge violacé                          | jaune                                  | arrondie aplatie                       | 35-45 mm                               | 35 g                                   | 14-16 % Brix                           | moyenne                                |
| reine-claude d'Oullins                 | jaune                                  | jaune doré                             | ronde                                  | 35-45 mm                               |                                        |                                        |                                        |

## Culture
Les pruniers reines-claudes sont cultivés en formes de plein vent. Ils sont très productifs et donnent de gros fruits qui font de la reine-claude une des meilleures prunes de table.
Les reines-claudes, comme les mirabelles, se reproduisent de façon assez fidèle par simple semis d'un noyau (après stratification).